# Cantone di Vierzon-1
Il Cantone di Vierzon-1 è una divisione amministrativa dell'Arrondissement di Vierzon.
A seguito della riforma approvata con decreto del 21 febbraio 2014, che ha avuto attuazione dopo le elezioni dipartimentali del 2015, non ha subìto modifiche.

## Composizione
Comprende la parte settentrionale della città di Vierzon.